# Chakassisches Naturreservat
Das Chakassische Naturreservat (russisch Хакасский заповедник, Chakasski sapowednik) ist ein ca. 2676 km² großes Naturschutzgebiet in Chakassien, welches im Jahr 1999 ausgewiesen wurde. Das Reservat ist ein Schutzgebiet der IUCN-Kategorie Ia (Strenges Naturreservat). 
Es handelt sich nicht um ein zusammenhängendes Gebiet, sondern um neun Teilgebiete, die sich über die ganze chakassische Republik verteilen.
Das Naturschutzgebiet hat, neben dem Erhalt der Flora und Fauna, auch den Zweck als Forschungs- und Bildungsstätte zu dienen.

## Geschichte
Seit den 1970er-Jahren wurden Anstrengungen unternommen, besonders schützenswerte Gebiete in der Republik Chakassien auszuweisen. Erst im Jahr 1981 wurde eine Expedition des Instituts für Entwicklungsmorphologie und Ethnologie der Russischen Akademie der Wissenschaften ausgesandt, um Steppengebiete in Chakassien und Tuwa zu kartieren, die als Schutzgebiete ausgewiesen werden konnten. Die Planung der Schutzgebiete begann in den 1980er-Jahren. Zu dieser Zeit waren die Steppen Chakassiens zum Großteil von Agrarbetrieben bewirtschaftet. Nur mit hohem Einsatz und großer Ausdauer konnten die Planer der Schutzgebiete einige Gebiete aus der agrarischen Nutzung herausnehmen. Als Ergebnis entstanden die acht Teile des heutigen Schutzgebietes.

## Flora und Fauna
Im Chakasski sapowednik gibt es auf Grund der Verteilung über ganz Chakassien verschiedene Lebensräume.

### Flora
Die Besonderheit des Schutzgebietes liegt vor allem in der Diversität der Landschaft, die von Steppen bis hin zur Taiga reicht. In diesen zwei Zonen gibt es verschiedene schützenswerte Einheiten. In der Steppe gibt es vor allem Steppen-, Wiesen- und Strauchvegetationen sowie Seen und Seemarsche. In der Steppe wachsen zusätzlich seltene einheimische Pflanzen. Neben den 877 höheren Gefäßpflanzen spielt die Fauna in der Steppe eine wichtige Rolle. Die Taiga besteht aus einem Zedernwald, der eine vielfältige Tier- und Pflanzenwelt beheimatet. In der Taiga sind 540 Gefäßpflanzen angesiedelt.

### Fauna
In der Steppe setzt sich die Tierwelt aus 244 Vogelarten, 52 Säugetierarten, sechs Reptilen- und vier Amphibienarten zusammen.
Neben 139 Vogelarten sind 50 verschiedene Säugetiere in der Taiga ansässig, hinzu kommen noch drei Reptilien- sowie drei Amphibienarten. Zu den besonders schützenswerten Tieren, welche auch auf der Roten Liste von Russland sowie der von Chakassien stehen, zählen das Rentier, das Moschustier, der Otter und der Schneeleopard.

## Forschung
Die Forschung, die im Park betrieben wird, umfasst drei Bereiche: die Bestandsaufnahme, die Überwachung und die problemorientierte Forschung. Die problemorientierte Forschung untersucht etwa die Auswirkungen auf den Park durch menschliche Einflussnahme und die Reaktion der Natur auf Steppenbrände. Des Weiteren werden Datenbanken über die verschiedenen Bereiche der Flora und Fauna in Steppe und Taiga angelegt. Ein weiterer wichtiger Punkt des Forschungszentrums des Schutzgebietes ist die Kontrolle der Wasserqualität und die Überwachung der Entwicklung der Algen-Flora in den Seen- und Marschlandschaften. Bei der Erstellung der entsprechenden Algen-Datenbank wurde festgestellt, dass es in den sechs bisher untersuchten Seen 428 Algenarten gibt.
Die Hauptforschungsgebiete umfassen:
- den natürlichen Verlauf des Fließprozesses und die Aufdeckung des Zusammenhangs zwischen den separaten Teilen des Naturschutzgebietes.
- Die Beobachtung der Wanderungsverläufe der Population des sibirischen Rehs.
- Die Bestandsaufnahme der Algenflora in den Seen des Schutzgebietes.
- Die Erforschung des Bestandes an Halophyten (Wasserpflanzen, die in salzhaltigen Gewässern gedeihen).
- Die Organisation eines Beobachtungssystems der seltenen Tier- und Pflanzenwelt in der Steppe der Koybalskiy Region.
- Die Beurteilung der Umweltverfassung in den Gebieten des Parks auf Basis der Konzentration giftiger Schmutzstoffe in der Schneedecke
- Das Studieren der Regenerationszeit der an den Park angrenzenden Gebiete
- Untersuchen der seltenen Tiere im Schutzgebiet und den angrenzenden Gebieten

Viele der Untersuchungen finden im Rahmen des „Biodiversity Monitoring on the Specially Protected Natural Area of Altai-Sayan Ecoregion“ statt.

## Bildungsauftrag

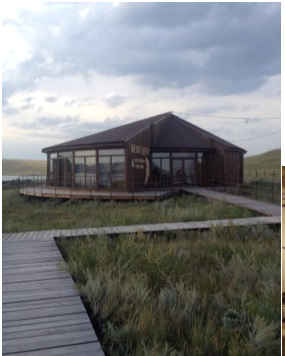
Besucherzentrum am Itkul See

Ein Auftrag des Naturschutzgebietes ist das Informieren der Besucher und der Bevölkerung. Dies hat einen hohen Stellenwert, da das Umweltbewusstsein der chakassischen Bevölkerung nicht stark ausgeprägt ist.
Es existieren einige Leitsätze für die Umweltbildung, welche dazu dienen, die positive Meinung in der Bevölkerung über die Arbeit der Schutzgebiete zu steigern.
- Eine Leitlinie ist die Veranstaltung von Festen und Events, bei denen der Umweltaspekt im Vordergrund steht. Zum einen sollen diese Aktionen dazu dienen, Kindern und Jugendlichen die Aufgabe des Umweltschutzes näher zu bringen, zum anderen sollen die Bevölkerung, die Behörden und die Regierung auf die verschiedenen Schwierigkeiten des Schutzes der Natur hingewiesen werden.
- Ein weiteres Standbein der Umweltbildung sind die Museen sowie Foto- und Kunstausstellungen. Zu diesem Zweck hat das Schutzgebiet mehrere Kooperationen mit anderen Einrichtungen wie Museen und Bildungsstätten geschlossen. Immer wieder werden auch Wanderausstellungen organisiert.
- Zusätzlich verfügt der Chakasski sapowednik über eigene Zentren in Abasa und am Itkulsee. Dieses geben den Menschen die Möglichkeit, sich über das Schutzgebiet, vor allem über die Flora und Fauna in der Taiga und am See zu informieren.[9]